# Laurent Schwartz
Laurent-Moïse Schwartz (Franciaország, Párizs, 1915. március 5. – 2002. július 4.) matematikus. 1950-ben elnyerte a Fields-érmet.

## Tanulmányai
PhD fokozatát a Louis Pasteur Egyetemen szerezte meg 1943-ban. Témája: Sommes de Fonctions Exponentielles Réelles. Témavezetője Georges Valiron volt.

## Munkássága
Legfőbb kutatási területei: Banach-tér, Lie-csoport, funkcionálanalízis.